# NGC 7490
NGC 7490 é uma galáxia espiral (Sbc) localizada na direcção da constelação de Pegasus. Possui uma declinação de +32° 22' 32" e uma ascensão recta de 23 horas, 07 minutos e 25,1 segundos.
A galáxia NGC 7490 foi descoberta em 11 de Outubro de 1879 por Édouard Jean-Marie Stephan.